# Glenn Goulding
Glenn Goulding (Sittard, 27 maart 1962) is een voormalig Nederlands voetballer die tijdens zijn profloopbaan uitsluitend voor FC VVV uitkwam.
Als jeugdspeler van VV Sittard werd Goulding geselecteerd voor het Limburgse amateurelftal. In 1980 maakte hij de overstap naar FC VVV waar hij op 12 mei 1981 in het eerste elftal debuteerde tijdens een thuiswedstrijd tegen Vitesse (4-3). De kleine, beweeglijke linksbuiten scoorde op 26 augustus 1981 zijn enige doelpunt in het betaald voetbal, tijdens een thuiswedstrijd tegen SC Amersfoort (1-1), toen hij als invaller voor Hans Mewiss bij zijn eerste balcontact direct raak kopte. Twee jaar later keerde Goulding terug naar de amateurs waar hij nog speelde voor achtereenvolgens RFC Roermond, VV Sittard, FC Vinkenslag en GSV '28. Later was hij ook nog werkzaam als trainer in het amateurvoetbal bij onder andere VV Born, RFC Roermond, RKVB, VV Sittard, BSV Limburgia en Heerlen Sport.

## Statistieken
| Seizoen         | Club            | Competitie      | Competitie | Competitie | Beker | Beker | Playoff | Playoff | Totaal | Totaal |
| Seizoen         | Club            | Competitie      | Wed.       | Dlp.       | Wed.  | Dlp.  | Wed.    | Dlp.    | Wed.   | Dlp.   |
| --------------- | --------------- | --------------- | ---------- | ---------- | ----- | ----- | ------- | ------- | ------ | ------ |
| 1980/81         | FC VVV          | Eerste divisie  | 3          | 0          | 0     | 0     | –       | –       | 3      | 0      |
| 1981/82         | FC VVV          | Eerste divisie  | 7          | 1          | 1     | 0     | 0       | 0       | 8      | 1      |
| 1982/83         | FC VVV          | Eerste divisie  | 0          | 0          | 0     | 0     | 0       | 0       | 0      | 0      |
| Carrière totaal | Carrière totaal | Carrière totaal | 10         | 1          | 1     | 0     | 0       | 0       | 11     | 1      |